# Serpuchow
| okres / system                    | okres / system | okres / system | epoka / oddział | epoka / oddział    | wiek / piętro | wiek (mln lat)         |
| --------------------------------- | -------------- | -------------- | --------------- | ------------------ | ------------- | ---------------------- |
| perm                              | perm           | perm           | cisural         | cisural            | assel         | młodsze                |
| karbon                            | karbon         | pensylwan      | pensylwan       | późny pensylwan    | gżel          | 298,9 ±0,15–303,7 ±0,1 |
| karbon                            | karbon         | pensylwan      | pensylwan       | późny pensylwan    | kasimow       | 303,7 ±0,1–307,0 ±0,1  |
| karbon                            | karbon         | pensylwan      | pensylwan       | środkowy pensylwan | moskow        | 307,0 ±0,1–315,2 ±0,2  |
| karbon                            | karbon         | pensylwan      | pensylwan       | wczesny pensylwan  | baszkir       | 315,2 ±0,2–323,2 ±0,4  |
| karbon                            | karbon         | missisip       | missisip        | późny missisip     | serpuchow     | 323,2 ±0,4–330,9 ±0,2  |
| karbon                            | karbon         | missisip       | missisip        | środkowy missisip  | wizen         | 330,9 ±0,2–346,7 ±0,4  |
| karbon                            | karbon         | missisip       | missisip        | wczesny missisip   | turnej        | 346,7 ±0,4–358,9 ±0,4  |
| dewon                             | dewon          | dewon          | późny dewon     | późny dewon        | famen         | starsze                |
| Podział według ICS, wrzesień 2023 |                |                |                 |                    |               |                        |

Serpuchow (ang. Serpukhovian)
- w sensie geochronologicznym – trzeci wiek mississipu (starszy karbon), trwający około 8 milionów lat (od 326,4 ± 1,6 do 318,1 ± 1,3 mln lat temu). Serpuchow jest młodszy od wizenu, a starszy od baszkiru.

- w sensie chronostratygraficznym – górne piętro mississipu, leżące powyżej wizenu, a poniżej baszkiru. Nazwa pochodzi od miasta Sierpuchow (około 100 km na południe od Moskwy). Obecnie dolna granica oparta jest na pierwszym pojawieniu się konodonta Lochriea cruciformis (Clarke, 1966). Stratotyp dolnej granicy wizenu (nie zatwierdzony przez ICS) znajduje się w kamieniołomie Zaborje koło Sierpuchowa (Rosja).